# Fabella pilsbryi
Fabella pilsbryi är en musselart som först beskrevs av Dall 1899.  Fabella pilsbryi ingår i släktet Fabella och familjen Sportellidae. Inga underarter finns listade i Catalogue of Life.